# Moos-Nabelmiere
Die Moos-Nabelmiere (Moehringia muscosa), auch Moosmiere genannt, ist eine Pflanzenart aus der Gattung der Nabelmieren (Moehringia) innerhalb der Familie der Nelkengewächse (Caryophyllaceae) Sie ist eine der wenigen Pflanzenarten der Familie der Nelkengewächse (Caryophyllaceae) mit vierzähligen Blüten.

## Beschreibung

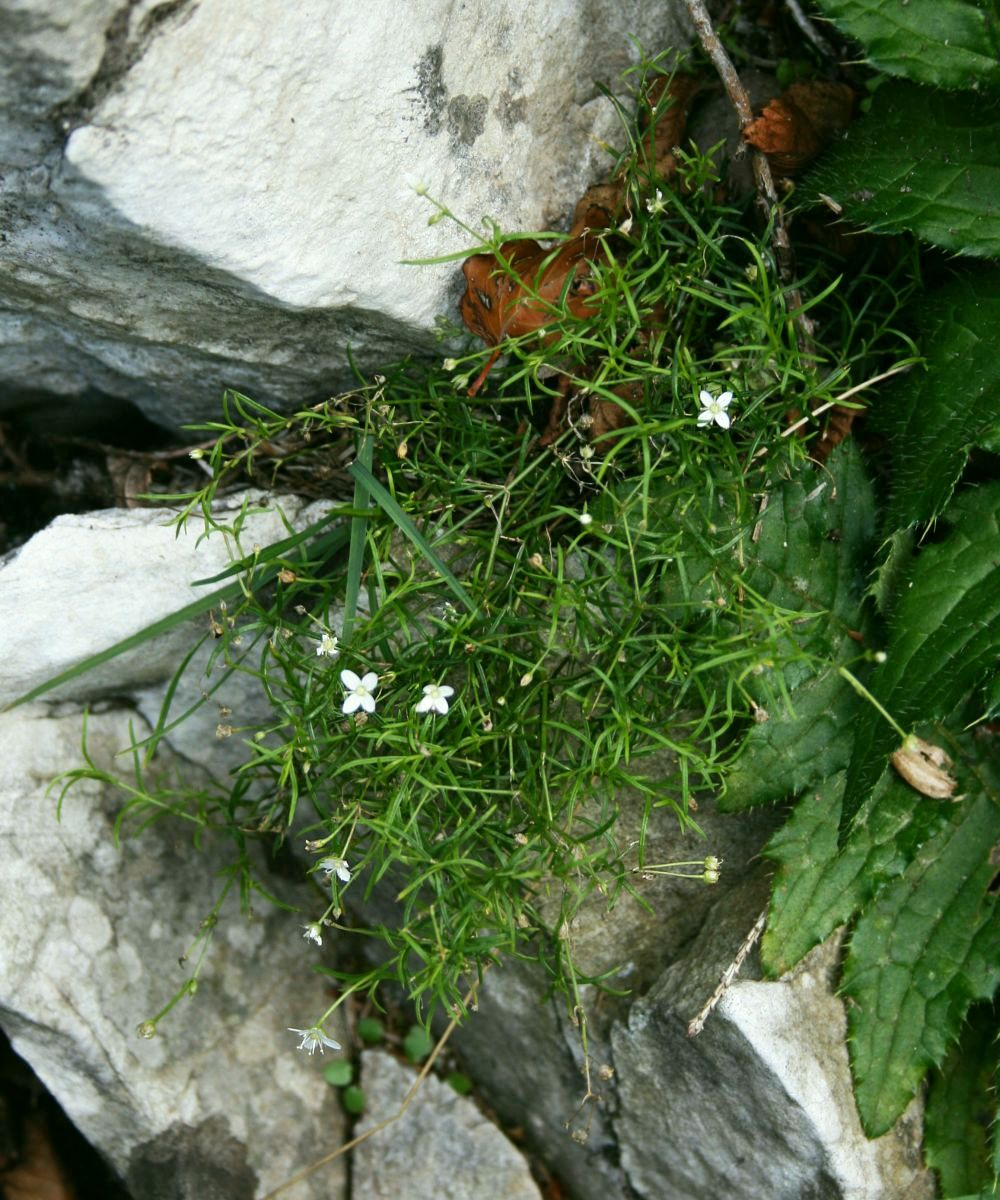
Habitus am natürlichen Standort im Grazer Bergland

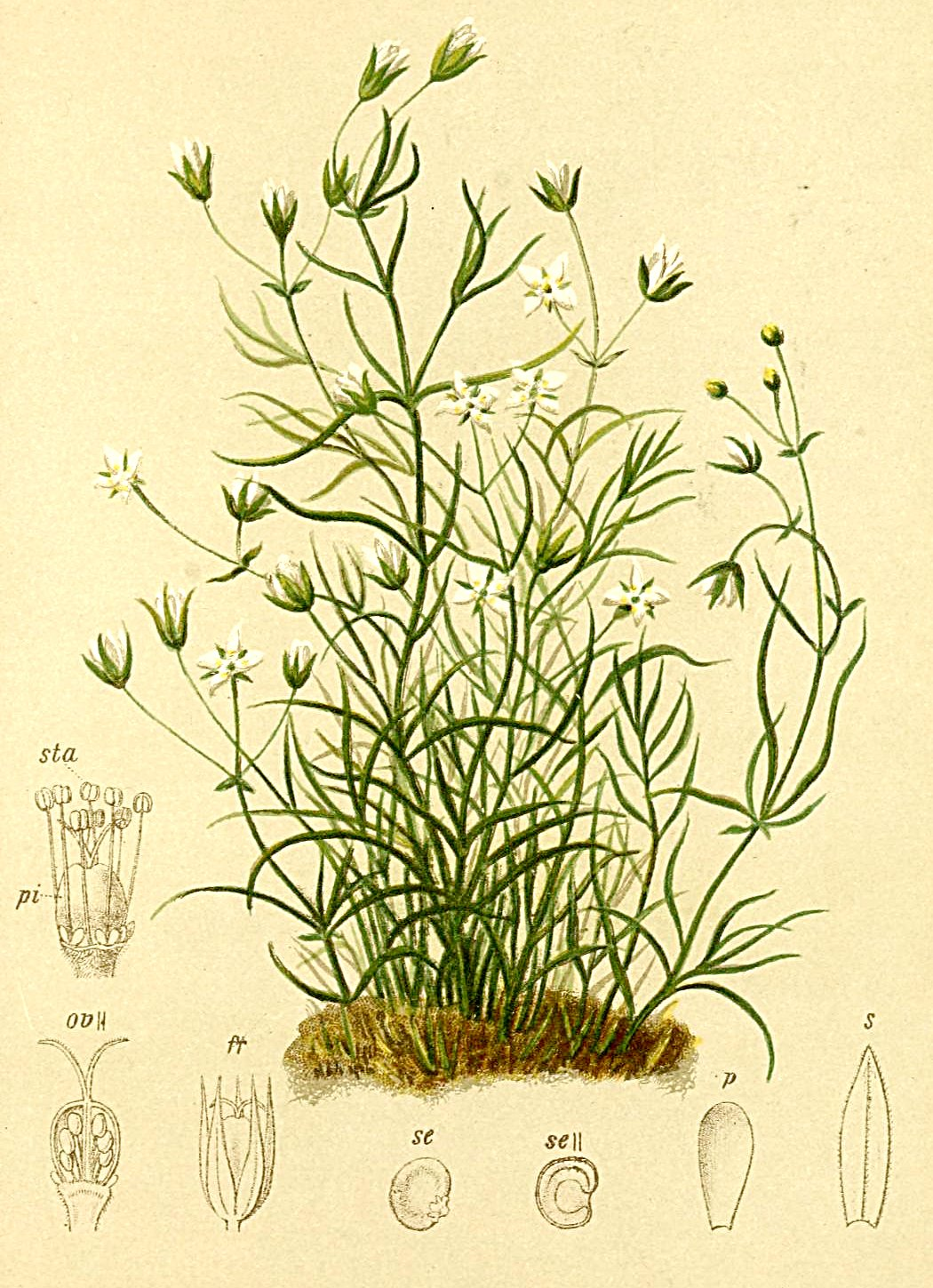
Illustration aus Atlas der Alpenflora

### Vegetative Merkmale
Moos-Nabelmieren sind lebhaft grüne, ausdauernde krautige Pflanzen und erreichen Wuchshöhen von 5 bis 20 Zentimetern. Sie bilden lockere Rasen. Ihr Stängel ist dünn und sparrig verzweigt.
Die Laubblätter sind bei einer Länge von 1 bis 3 Zentimetern sowie einer Breite von 0,5 bis 1,2 Millimetern schmal-linealisch mit einer kurzen Stachelspitze.

### Generative Merkmale
Die Blütezeit erstreckt sich von Mai bis September. Die wenigen Blüten sind locker in zymösen Blütenständen angeordnet.
Die zwittrigen Blüten sind immer vierzählig mit doppelter Blütenhülle. Die vier Kelchblätter sind bei einer Länge von 2,5 bis 3,5 Millimetern zugespitzt und hautrandig. Die weißen, länglich-eiförmigen, ganzrandigen Kronblätter sind etwa anderthalbmal so lang wie die Kelchblätter. Es sind zwei Kreise mit je vier acht Staubblättern und drei Griffel vorhanden.
Der rundlich-nierenförmige Samen ist 1,2 bis 1,5 Millimeter lang mit einem weißen, etwa 1 Millimeter breiten Anhängsel („Caruncula“, Elaiosom). 
Die Chromosomenzahl beträgt 2n = 24.
Gelegentlich finden sich Bastarde von Moehringia ciliata × Moehringia muscosa und Moehringia bavarica × Moehringia muscosa, die etwa zur Hälfte Blüten mit vier und mit fünf Kronblättern aufweisen.

## Ökologie
Die Moos-Nabelmiere ist wie alle anderen Nabelmieren eine Myrmekochore, d. h. ihre Samen werden durch Ameisen ausgebreitet. Die weißen Anhängsel (Elaiosomata, Curunculae) der Samen dienen den Ameisen als Nahrung. Die Curuncula enthält große Fett-, Zucker- und Eiweiß-haltige Futterzellen für die Ameisen. Nach innen verhindern Oxalatdrusen den an dieser Stelle nicht durch eine harte Samenschale geschützten Samen vor einem weiteren Vordringen der Ameisen.

## Vorkommen
Die Moos-Nabelmiere gedeiht in europäischen Gebirgen von Spanien, Frankreich, Italien (bis Sizilien), die Alpen, Jura, Karpaten bis zum nordwestlichen Balkan. Es gibt ursprüngliche Vorkommen in Spanien, Frankreich, Deutschland, Schweiz, Italien, Österreich, Polen, Tschechien, Slowakei, Ungarn, Kroatien, Serbien, Montenegro, Albanien, Bulgarien und Rumänien. In den nördlichen und südlichen Kalkalpen ist die Moos-Nabelmiere häufig, jedoch in den Zentralalpen nur zerstreut. Nach Friedrich in Gustav Hegi komme die Moos-Nabelmiere im Schwarzwald in der Wutachschlucht vor. Nach der floristischen Kartierung Baden-Württembergs finden sich dafür aber keine Nachweise. In Österreich fehlt die Moos-Nabelmiere in Wien und im Burgenland.
Standorte dieser kalksteten Pflanze sind meist feuchte, beschattete Felsen und Felsschutt. Die Moos-Nabelmiere gedeiht von der montanen bis in die subalpine Höhenstufe. Sie ist eine Charakterart des Verband Cystopteridion-, kommt aber auch in Pflanzengesellschaften der Ordnung Thlaspietalia rotundifolii vor.
Die ökologischen Zeigerwerte nach Landolt et al. 2010 sind in der Schweiz: Feuchtezahl F = 3 (mäßig feucht), Lichtzahl L = 3 (halbschattig), Reaktionszahl R = 4 (neutral bis basisch), Temperaturzahl T = 3 (montan), Nährstoffzahl N = 2 (nährstoffarm), Kontinentalitätszahl K = 2 (subozeanisch).

## Taxonomie
Der wissenschaftliche Name Moehringia muscosa wurde 1753 von Carl von Linné in Species Plantarum, Tomus I, Seite 359 erstveröffentlicht. Das Artepitheton muscosa leitet sich vom lateinischen Wort muscus „Moos“ ab und bezieht sich auf den moosartigen Habitus von Moehringia muscosa.